# 2002 في جنوب إفريقيا
فيما يلي قوائم الأحداث التي وقعت خلال عام 2002 في جنوب أفريقيا.

## رياضة
- 1 يناير – جنوب أفريقيا في كأس العالم 2002

## برامج ومسلسلات وأنمي
- إيغولي: مكان الذهب

## وفيات

### يناير
- 29 يناير – ستراتفورد جونز (مواليد 1925)

### نوفمبر
- 17 نوفمبر – أبا إيبان (مواليد 1915)

### ديسمبر
- 9 ديسمبر – جولي جاربي (مواليد 1912) ممثلة يونانية.